# Artur Svensson
Artur Hjalmar Sölve Svensson, född 16 januari 1901 i Finspång i Östergötland, död 20 januari 1984 i Finspång, var en svensk kort- och medeldistanslöpare (400 m och 800 m). Han tävlade för Finspångs IK.
Han hade svenska rekordet på 800 m 1925 till 1928. Vid OS 1924 blev han utslagen på 800 m innan finalen. Han vann SM på 800 m två gånger.

## Karriär
1924 vann Svensson SM på 800 m på 1.55,2. Han var även med vid OS i Paris där han slogs ut i semifinal på 400 m och deltog i det svenska laget i stafett 4x400 m som vann silver (de andra var Erik Byléhn, Gustaf Weijnarth och Nils Engdahl). På hösten slog han i Norrköping världsrekord på den udda grenen 500 m, men fick bara behålla det några minuter då en holländare sprang ännu bättre i Oslo.
Den 17 juli 1925 slog Artur Svensson Sven Lundgrens svenska rekord på 800 m från 1921 med ett lopp på 1.53,5. Han behöll rekordet till 1928 då Erik Byléhn slog det.
Artur Svensson vann SM på 800 m en andra gång 1927, på 1.56,2.